# Măgești
Măgești est une commune roumaine du județ de Bihor, en Transylvanie, dans la région historique de la Crișana et dans la région de développement Nord-Ouest.

## Géographie
La commune de Măgești est située dans l'est du județ, sur la rive gauche du Crișul Repede, dans les Monts Pădurea Craiului, à 8 km au sud-est d'Aleșd et à 48 km à l'est d'Oradea, le chef-lieu du județ.
La municipalité est composée des sept villages suivants, nom hongrois, (population en 2002) :
- Butani, Rikosd (362) ;
- Cacuciu Nou, Nagykakucs (359) ;
- Dobricionești, Doborcsány (590) ;
- Gălășeni, Gálosháza (324) ;
- Josani, Krajnikfalva (424) ;
- Măgești, Szászfalva (265), siège de la commune ;
- Ortiteag, Ürgeteg (549).

## Histoire
La première mention écrite du village de Măgești date de 1508 sous le nom de Zazhaza.
La commune, qui appartenait au royaume de Hongrie, en a donc suivi l'histoire.
Après le compromis de 1867 entre Autrichiens et Hongrois de l'empire d'Autriche, la principauté de Transylvanie disparaît et, en 1876, le royaume de Hongrie est partagé en comitats. Măgești intègre le comitat de Bihar (Bihar vármegye).
À la fin de la Première Guerre mondiale, l'Empire austro-hongrois disparaît et la commune rejoint la Grande Roumanie au traité de Trianon.
En 1940, à la suite du deuxième arbitrage de Vienne, elle est annexée par la Hongrie jusqu'en 1944, période durant laquelle sa petite communauté juive est exterminée par les nazis. Elle réintègre la Roumanie après la Seconde Guerre mondiale au traité de Paris en 1947.

## Politique
| Période                                  | Période  | Identité     | Étiquette | Qualité |
| ---------------------------------------- | -------- | ------------ | --------- | ------- |
| Les données manquantes sont à compléter. |          |              |           |         |
|                                          | 2012     | Gavril Costa | PDL       |         |
| 2012                                     | En cours | Marin Merţ   | PNL       |         |

| Parti | Parti                                      | Sièges |
| ----- | ------------------------------------------ | ------ |
|       | Parti social-démocrate (PSD)               | 5      |
|       | Parti national libéral (PNL)               | 4      |
|       | Alliance des libéraux et démocrates (ALDE) | 1      |
|       | Union démocrate magyare de Roumanie (UDMR) | 1      |

## Religions
En 2002, la composition religieuse de la commune était la suivante :
- Chrétiens orthodoxes, 84,96 % ;
- Baptistes, 5,84 % ;
- Réformés, 5,39 % ;
- Pentecôtistes, 3,27 %.

## Démographie
En 1910, à l'époque austro-hongroise, la commune comptait 2 744 Roumains (87,86 %) et 335 Hongrois (10,73 %).
En 1930, on dénombrait 3 139 Roumains (90,20 %), 309 Hongrois (8,88 %) et 32 Juifs (0,92 %).
En 1956, après la Seconde Guerre mondiale, 3 201 Roumains (90,65 %) côtoyaient 288 Hongrois (8,16 %) et 39 Roms (1,10 %).
En 2002, la commune comptait 2 613 Roumains (90,95 %), 158 Hongrois (5,49 %), 91 Roms (3,16 %) et 11 Slovaques (0,38 %). On comptait à cette date 1 198 ménages et 1 180 logements.
| 1880  | 1890  | 1900  | 1910  | 1920  | 1930  | 1941  | 1956  | 1966  |
| ----- | ----- | ----- | ----- | ----- | ----- | ----- | ----- | ----- |
| 2 158 | 2 514 | 2 787 | 3 123 | 3 271 | 3 480 | 3 534 | 3 531 | 3 399 |

| 1977  | 1992  | 2002  | 2007  | - | - | - | - | - |
| ----- | ----- | ----- | ----- | - | - | - | - | - |
| 3 292 | 2 994 | 2 873 | 2 784 | - | - | - | - | - |

## Économie
L'économie de la commune repose sur l'agriculture et l'élevage.

## Communications

### Routes
Măgești est située sur la route régionale DJ108I qui mène  vers Aștileu, Aleșd et la nationale Oradea-Cluj-Napoca à l'ouest et vers Vadu Crișului au sud-est.

### Voies ferrées
Măgești est traversée par la ligne magistrale 300 Oradea-Cluj-Napoca-Bucarest des Chemins de fer roumains.

## Lieux et monuments
- Josani, église orthodoxe en bois des Sts Archanges, datant du XVIIIe siècle ;
- Butani, église orthodoxe datant de 1859[6] ;
- Cacuciu Nou, église réformée datant du XIIIe siècle, classée monument historique[6] ;
- Dobricionești, église orthodoxe datant de 1906[6];
- Gălășeni, grottes.